# Sebastián Silva Pérez
Sebastián Ignacio Silva Pérez (Santiago del Cile, 16 luglio 1991) è un calciatore cileno, difensore dell'Iberia Los Angeles.

## Caratteristiche tecniche
È un centrocampista.

## Carriera
Ha giocato nella prima divisione cilena.